# Rikardis

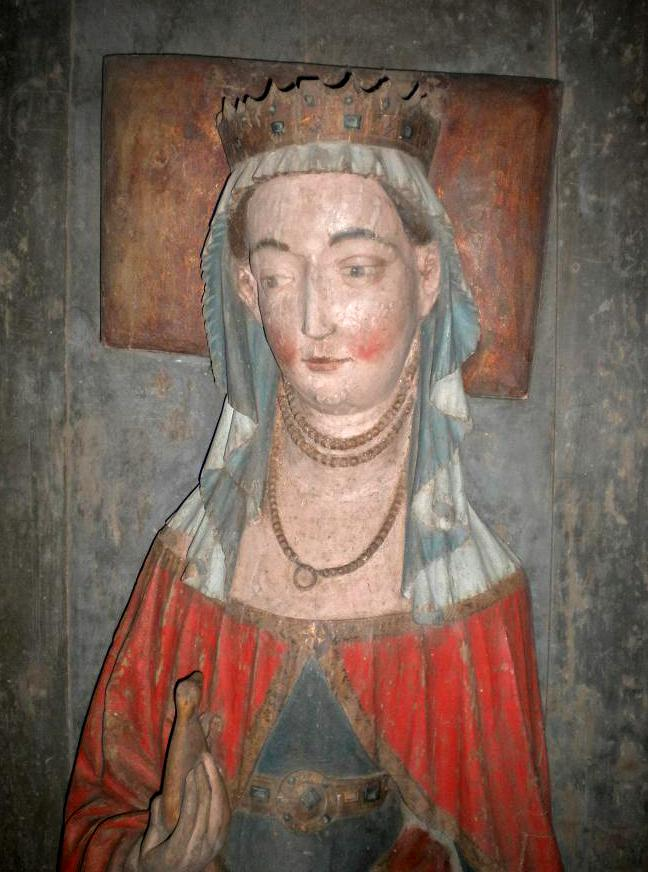
Rikardis av Schwerin.

Rikardis är ett gammalt kvinnonamn, som Richardice en feminin form av Rikard.

## Personer med namnet Rikardis
- Rikardis, helgon, född cirka 840, död cirka 895
- Rikardis av Schwerin, svensk drottninggemål 1363 till kung Albrekt, född grevinna av Schwerin
- Richardis Katarina av Mecklenburg, furstinna av Mähren 1388, dotter till Sveriges kung Albrekt av Mecklenburg